# فضل الكلاب على كثير ممن لبس الثياب
فضل الكلاب على كثير ممن لبس الثياب أو تفضيل الكلاب على كثير ممن لبس الثياب هو كتابٌ من تأليف أبو بكر بن المرزبان المتوفى عام 309 هجريًا. يذكر الكتاب ماقيل في الكلب من آيات قرآنية وأحاديث وأقوال الشعراء والحكماء والرواة. يعكس الكتاب أيضًا موقفًا من قليلي الوفاء من البشر، مقدرًا قيمة الوفاء عند الكلب الذي يُرافق الناس ليكون حارسهم ورفيقهم.
تذكر المصادر أنَّ هناك شكًا في نسبة تأليف الكتاب إلى أبو بكر بن المرزبان. أُشير إلى الكتاب في كتاب «زهر الأكم» لليوسي، حيث قال «وألف بعض العلماء تأليفاً في فضل الكلاب على كثير ممن لبس الثياب»، كما أشار إليه صلاح الدين الصفدي قائلًا «له التصانيف الحسان، قيل: هو مصنف كتاب تفضيل الكلاب على كثير ممن لبس الثياب».
نشر الكتاب لأول مرة في مجلة المشرق عام 1912 ميلاديًا تحت عنوان «فضائل الكلاب»، ثم طبع طبعاتٍ كثيرة، بعنوان «فضل الكلاب» و«تفضيل الكلاب». كما تُشير المصادر أنَّ أهم هذه الطبعات هي طبعة زهير الشاويش عام 1990 ميلاديًا.

## النسخة الإنجليزية
تُرجم الكتاب إلى الإنجليزية تحت عنوان «The superiority of dogs over those who wear clothes» عام 1978 ميلاديًا، وكان من ترجمة وتحرير (G R Smith) و(M A Abdel Haleem).